# يوسف حسن العارف
يوسف حسن العارف شاعر وناقد ومؤرخ سعودي ولد في الطائف عام 1955م (1375هـ). صدر له العديد من الدواوين الشعرية والمؤلفات منها: ديوان (عندما يورق الزنجبيل)، وكتاب ( الرحلات الحجية قراءة في المتن والمضمون).

## التعليم
- حاصل على الدكتوراه في التاريخ الحديث.
- حاصل على الماجستير في التاريخ الحديث من جامعة الملك عبد العزيز عام 1405هـ.
- حاصل على البكالوريوس في التاريخ من جامعة أم القرى عام 1396هـ.[5]

## إصدارات
| الكتاب | سنة النشر | ملاحظات |
| --- | --------- | ------- |
| أضواء على مذكرات سليمان شفيق كمالى باشا: متصرف عسير 1326-1330هـ/ 1908-1912م                                                    | 1990      |         |
| أناشيد من بينانغ (شعر) | 2012      |         |
| في فضاءات النص السردي السعودي المعاصر "قراءات ومتابعات"                                                                        | 2013      | [ 6 ]   |
| عندما يُورق الزنجبيل (شعر) | 2014      | [ 7 ]   |
| الرحلات الحجية: قراءة في المتن والمضامين                                                                                       | 2015      | [ 8 ]   |
| النص القروي: حضور القرية في النص الأدبي السعودي المعاصر سرداً وشعراً                                                             | 2017      |         |
| تبللت بالصحو.. حتى أفاق المطر (شعر)                                                                                            | 2017      | [ 9 ]   |
| (.) في آخر السطر وبعدها (،) (شعر)                                                                                              | 2017      |         |
| ... والرمان إذ يزهر!! (شعر) | 2018      | [ 10 ]  |
| التعالق الإنجلو / عثماني وثنائية الإستجداء والاحتواء قراءة تحليلية في العلاقات العثمانية البريطانية قبيل الحرب العالمية الأولى | 2018      |         |
| تجاذبات الضوء والوردة: مقاربات نقدية في النص الشعري السعودي المعاصر                                                            | 2019      | [ 11 ]  |
| سياحة معرفية مع الكتب والكتاب: قراءة وتعليقات                                                                                  | 2020      | [ 12 ]  |
| يا دارميّة: قصائد ونصوص شعرية                                                                                                   | 2020      | [ 13 ]  |